# روون هنینگ
روون هنینگ (انگلیسی: Rouwen Hennings؛ زادهٔ ۲۸ اوت ۱۹۸۷) بازیکن فوتبال اهل آلمان است.
از باشگاه‌هایی که در آن بازی کرده‌است می‌توان به باشگاه فوتبال برنلی، باشگاه فوتبال هامبورگ، باشگاه فوتبال کارلسروهه، باشگاه فوتبال سن پائولی، و باشگاه فوتبال اسنابروک اشاره کرد.
وی همچنین در تیم‌های ملی فوتبال جوانان آلمان، زیر ۲۰ سال آلمان، و زیر ۲۱ سال آلمان بازی کرده‌است.